# Turín
Turín (en italiano: Torino; en piamontés: Turin) es una ciudad, importante centro cultural y de negocios del norte de Italia, capital de la región de Piamonte, localizada principalmente en el margen izquierdo del río Po y rodeada por los Alpes. Tiene una población de  856 745 habitantes (ISTAT 2025).
En su arquitectura hay muestras del barroco, el rococó, el neoclasicismo y el art nouveau. Muchas de las plazas públicas de la ciudad, de los castillos, jardines y palacios (como el Palazzo Madama), fueron construidos por el arquitecto siciliano Filippo Juvarra, quien diseñó estos edificios en el estilo barroco y clásico del Palacio de Versalles. Ejemplos de estos edificios de inspiración francesa incluyen el Palacio Real de Turín, el Pabellón de caza de Stupinigi y la Basílica de Superga. 
Turín es frecuentemente llamada la Cuna de la libertad italiana por ser el lugar de nacimiento de importantes políticos que contribuyeron con la unificación de Italia, como Cavour. La ciudad actualmente alberga la Universidad de Turín, de seis siglos de antigüedad, y el Politécnico de Turín. También se encuentran en la ciudad museos como la Galleria Sabauda, el Museo Egipcio de Turín (el más antiguo en el mundo y considerado el segundo más importante en el mundo después de El Cairo por valor de los hallazgos) y la Mole Antonelliana. En 2008 fue la décima ciudad más visitada de Italia.
La ciudad fue un importante centro político europeo, siendo la primera capital de Italia en 1861 y la ciudad de residencia de la Casa de Saboya, la familia real de Italia. A pesar de que mucho de su influencia política se había perdido cuando comenzó la Segunda Guerra Mundial, a pesar de haber sido un centro de movimientos antifascistas durante el Ventennio incluyendo a la resistencia italiana, se convirtió en uno de los principales centros industriales y comerciales de Europa, y actualmente es una de las ciudades más industrializadas de Italia, formando junto con Milán y Génova el "triángulo industrial" del país. Turín es la tercera ciudad más rica de Italia, tras Roma y Milán. Con un producto interno bruto de 58 000 millones de dólares, Turín es la ciudad número 78 en la lista de las más ricas del mundo por su poder adquisitivo. Turín es también la sede de gran parte de la potente industria automovilística italiana.
Turín es mundialmente famosa por íconos como la gianduia, el Santo Sudario, la marca de automóviles FIAT y el club de fútbol Juventus, quien compite con su rival Torino en el Derby della Mole, el clásico de la localidad. Además, ha sido sede de la fabricación de varios módulos de la Estación Espacial Internacional como el Harmony y el Columbus.
Fue la capital del Ducado de Saboya desde 1563, luego del Reino de Cerdeña y finalmente la primera capital de Italia. Desde octubre de 2021, el alcalde es Stefano Lo Russo, del Partido Democrático.

## Geografía
Turín se ubica en la planicie delimitada aproximadamente por los ríos Estura de Lanzo, Sangone y Po (que atraviesa el este de la ciudad hacia el norte). El Dora Riparia pasa por el norte de la ciudad. El río Po divide la parte de la ciudad ubicada en la colina en el este y la Turín de la planicie en el oeste que tiene una altitud entre los 280 y los 220 m sobre el nivel del mar y que está inclinada hacia el este.
El clima es semicontinental. De veranos y primaveras suaves y de otoños e inviernos fríos, la temperatura media en enero es 3,3 °C y en julio es 23,2 °C. Característico de Turín es el viento llamado föhn.
| Parámetros climáticos promedio de Turín (Aeropuerto de Turín-Caselle), normales 1991–2020, extremos 1946–presente | Parámetros climáticos promedio de Turín (Aeropuerto de Turín-Caselle), normales 1991–2020, extremos 1946–presente | Parámetros climáticos promedio de Turín (Aeropuerto de Turín-Caselle), normales 1991–2020, extremos 1946–presente | Parámetros climáticos promedio de Turín (Aeropuerto de Turín-Caselle), normales 1991–2020, extremos 1946–presente | Parámetros climáticos promedio de Turín (Aeropuerto de Turín-Caselle), normales 1991–2020, extremos 1946–presente | Parámetros climáticos promedio de Turín (Aeropuerto de Turín-Caselle), normales 1991–2020, extremos 1946–presente | Parámetros climáticos promedio de Turín (Aeropuerto de Turín-Caselle), normales 1991–2020, extremos 1946–presente | Parámetros climáticos promedio de Turín (Aeropuerto de Turín-Caselle), normales 1991–2020, extremos 1946–presente | Parámetros climáticos promedio de Turín (Aeropuerto de Turín-Caselle), normales 1991–2020, extremos 1946–presente | Parámetros climáticos promedio de Turín (Aeropuerto de Turín-Caselle), normales 1991–2020, extremos 1946–presente | Parámetros climáticos promedio de Turín (Aeropuerto de Turín-Caselle), normales 1991–2020, extremos 1946–presente | Parámetros climáticos promedio de Turín (Aeropuerto de Turín-Caselle), normales 1991–2020, extremos 1946–presente | Parámetros climáticos promedio de Turín (Aeropuerto de Turín-Caselle), normales 1991–2020, extremos 1946–presente | Parámetros climáticos promedio de Turín (Aeropuerto de Turín-Caselle), normales 1991–2020, extremos 1946–presente |
| Mes | Ene. | Feb. | Mar. | Abr. | May. | Jun. | Jul. | Ago. | Sep. | Oct. | Nov. | Dic. | Anual |
| --- | --- | --- | --- | --- | --- | --- | --- | --- | --- | --- | --- | --- | --- |
| Temp. máx. abs. (°C)                                                                                              | 25.1 | 26.6 | 27.4 | 31.0 | 32.3 | 35.6 | 36.8 | 37.1 | 32.2 | 30.0 | 22.8 | 21.4 | 37.1 |
| Temp. máx. media (°C)                                                                                             | 8.0 | 10.2 | 14.8 | 18.0 | 22.2 | 26.4 | 29.0 | 28.6 | 23.9 | 18.1 | 12.2 | 8.3 | 18.3 |
| Temp. media (°C)                                                                                                  | 3.3 | 4.9 | 9.2 | 12.6 | 16.9 | 21.0 | 23.2 | 22.8 | 18.6 | 13.5 | 7.9 | 3.8 | 13.1 |
| Temp. mín. media (°C)                                                                                             | -1.5 | -0.3 | 3.7 | 7.2 | 11.6 | 15.5 | 17.4 | 17.1 | 13.3 | 8.9 | 3.5 | -0.7 | 8 |
| Temp. mín. abs. (°C)                                                                                              | -18.5 | -21.8 | -10.5 | -3.8 | -2.3 | 4.3 | 6.6 | 6.3 | 1.8 | -3.9 | -8.2 | -13.8 | -21.8 |
| Precipitación total (mm)                                                                                          | 47.8 | 47.1 | 72.5 | 113.3 | 145.3 | 104.3 | 70.5 | 76.1 | 83.8 | 106.1 | 69.1 | 45.1 | 981.0 |
| Días de precipitaciones (≥ 1.0 mm)                                                                                | 5.4 | 4.4 | 5.8 | 8.6 | 11.2 | 8.6 | 5.8 | 7.7 | 6.4 | 7.0 | 5.6 | 4.4 | 80.9 |
| Horas de sol | 111.6 | 118.7 | 158.1 | 180.0 | 195.3 | 219.0 | 260.4 | 223.2 | 168.0 | 142.6 | 105.0 | 108.5 | 1990.4 |
| Humedad relativa (%)                                                                                              | 75 | 75 | 67 | 72 | 75 | 74 | 72 | 73 | 75 | 79 | 80 | 80 | 75 |
| Fuente n.º 1: Istituto Superiore per la Protezione e la Ricerca Ambientale                                        | | | | | | | | | | | | | |
| Fuente n.º 2: Servizio Meteorológico (precipitación, humedad y horas de sol 1971-2000)                            | | | | | | | | | | | | | |

## Historia

### Antigüedad
Turín, antiguo centro celta, fue colonia romana con el nombre de Augusta Taurinorum, saqueada varias veces por los bárbaros. Más tarde fue dominio bizantino, longobardo y franco.
Antes, el área de Turín fue habitada por el pueblo de los taurinos. La ciudad se desarrolló en el siglo I sobre el campamento romano de Castra Taurinorum, y poco después fue dedicada a Augusto (Augusta Taurinorum). La ciudad actual conserva todavía en su centro la estructura del campamento romano con muchas vías perpendiculares que interseccionan tres o cuatro ejes horizontales principales.
En el año 69, la ciudad fue destruida en parte por un incendio durante el choque entre los ejércitos de Otón y de Vitelio.

### Edad Media y Renacimiento
En el siglo VI Turín se convirtió en un ducado lombardo. En el 773 fue conquistada por las tropas de Carlomagno y se convirtió en un condado francés. En los siglos XII y XIII fue una ciudad libre. En el 1280 pasó a la casa Saboya.
En el siglo XV Turín llegó a ser capital del Piamonte. Ocupada por los franceses en 1536-1562, volvió a los Duques de Saboya con Manuel Filiberto, el Duque Cabeza de Hierro, quien transfirió allí la capital del Ducado desde Chambery, con el pretexto de acortar el recorrido del cardenal Carlos Borromeo que quería orar frente al Manto Sagrado. En el siglo XVI, durante los ducados de Manuel Filiberto y de Carlos Manuel I, mecenas de poetas y pintores, tuvo lugar un florecimiento de las artes y de la economía turinesa.
Entre los siglos XVI y XVII una multitud de arquitectos y urbanistas dieron a la ciudad el aspecto peculiar que la caracteriza aún. Sin embargo se respetó la antigua disposición de las calles en forma de tablero de ajedrez de la Augusta Taurinorum romana.

### SigloXVIII

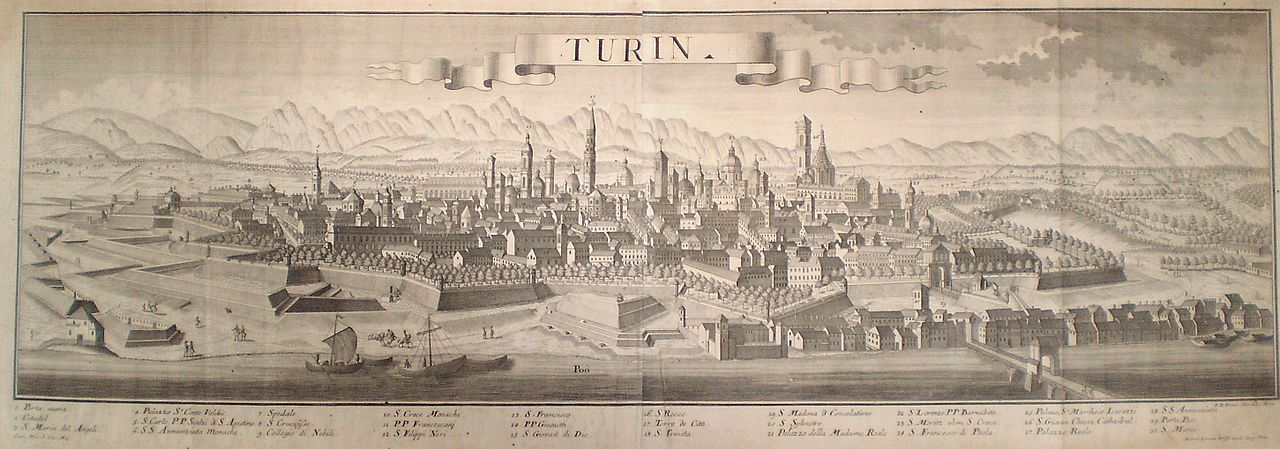
Vista de la ciudad en un grabado del

Al inicio del siglo XVIII, durante la guerra de sucesión española, Turín fue objeto de un asedio por parte del ejército francés. El prócer de aquellos largos días de reclusión en el interior de la ciudad fue Pedro Micca. El asedio acabó con la victoria de Eugenio de Saboya sobre los franceses (véase Asedio de Turín (1706). En 1798 Carlos Manuel IV de Saboya fue obligado por los franceses a abdicar y dejar la ciudad, donde los Saboya regresarían con Víctor Manuel I, el 20 de mayo de 1814 tras la caída del Reino de Italia napoleónico.

### SigloXIX

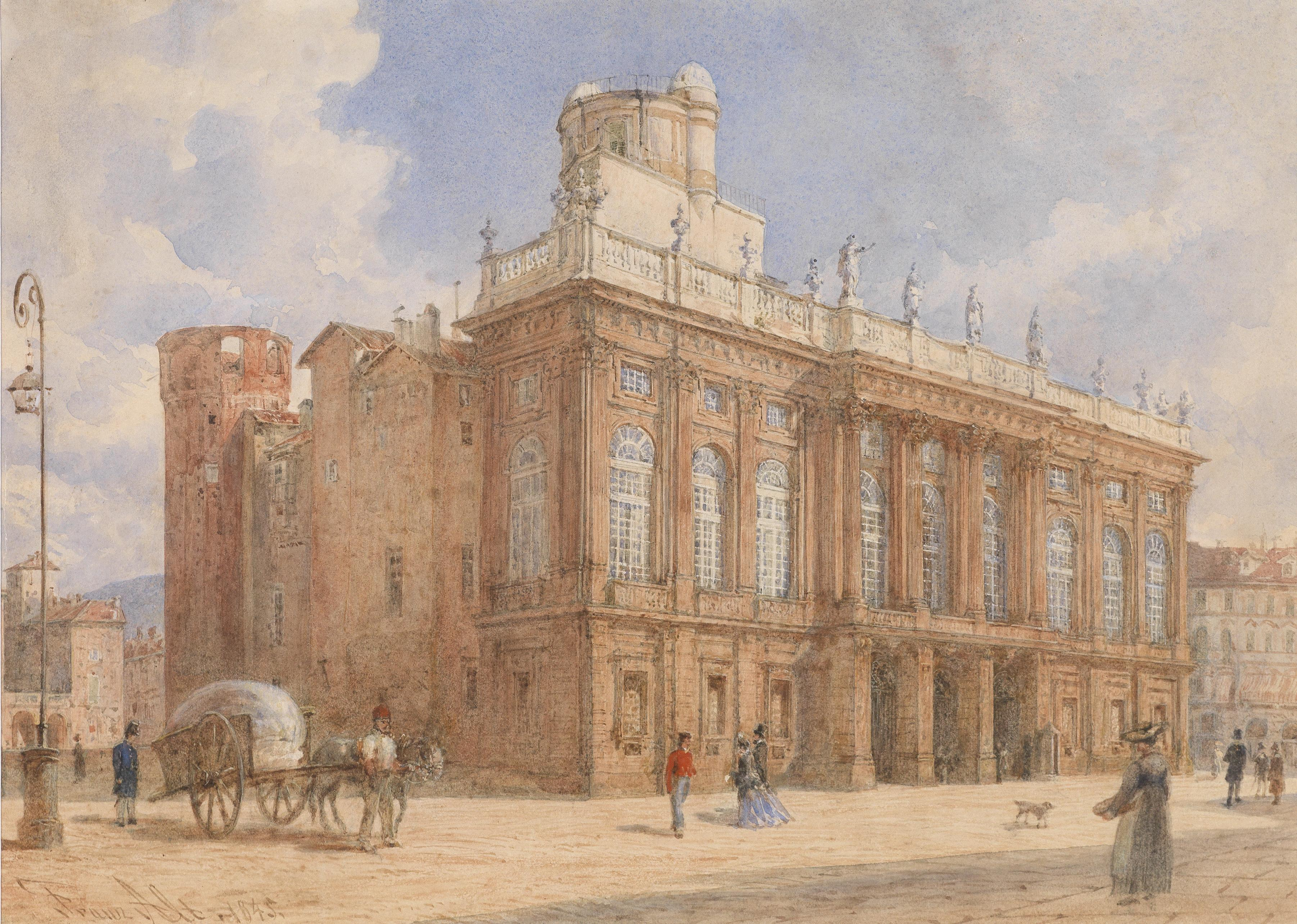
Palacio Madama hacia 1845

En el siglo XIX Turín se convirtió en centro propulsor de la Unidad de Italia y más tarde en capital del nuevo reino con Víctor Manuel II. En la década de 1850, las reformas políticas y sociales y la obra de renovación de Cavour, junto a los movimientos democráticos, sentaron las bases para la creación de un movimiento de regeneración y del proceso de unificación nacional.
Después del Risorgimento Turín fue capital del Reino de Italia del 1861 al 1865, título que pasó por un breve periodo a Florencia y después a Roma. Junto al nacionalismo italiano-risorgimento- Turín fue un foco de gran actividad política y puede considerarse también la cuna del liberalismo y del socialismo italianos del siglo XIX.

### SiglosXXyXXI
Con el inicio del siglo XX para Turín se abrió una fase de intenso desarrollo cultural y económico. Después de la Primera Guerra Mundial, la ciudad se convirtió en un centro neurálgico de las primeras luchas sociales y de oposición al fascismo. En 1943 estuvo en el centro de una gran huelga obrera que se extendió a otras ciudades y contribuyó a acelerar la caída del régimen. Después de la Segunda Guerra Mundial Turín conoció un intenso desarrollo industrial, compartiendo con Milán el récord del «milagro económico». Entre las bandas musicales de los siglos XX y XXI en la ciudad se encuentran Subsonica, Eiffel 65, The Frozen Autumn y Statuto.

## Demografía
| Gráfica de evolución demográfica de Turín entre 1861 y 2011 |
|                                                             |
| Fuente ISTAT — elaboración gráfica por Wikipedia            |

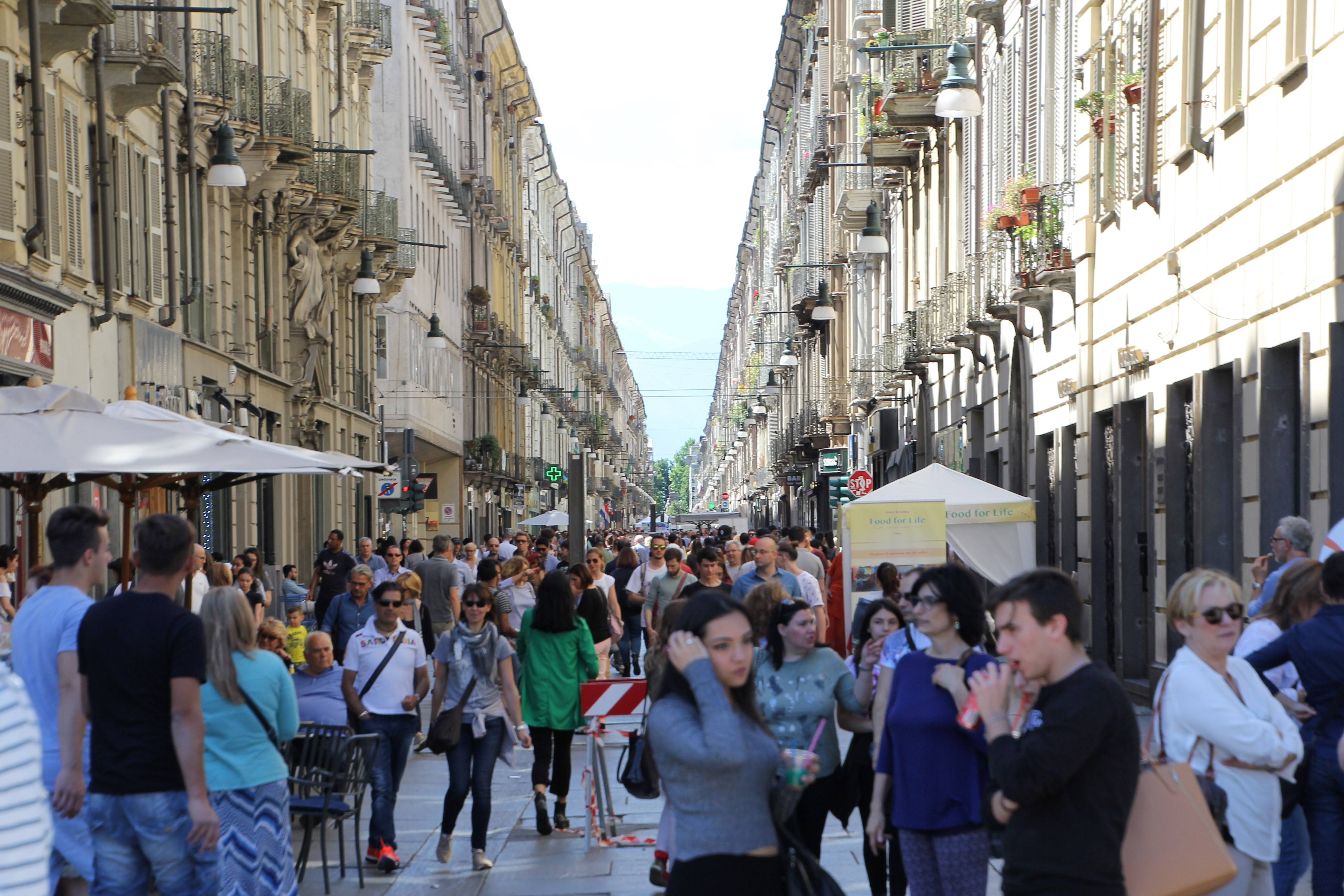
Viandantes en la Via Giuseppe Garibaldi

Desde el censo de 1971, cuando la ciudad alcanzó su máximo, la población del Municipio de Turín ha ido disminuyendo, siguiendo una tendencia semejante a la de otras metrópolis italianas. Ese hecho no depende solamente del retorno de muchos emigrantes del sur hacia sus regiones de origen (compensado en parte por el flujo migratorio en sentido inverso, incluyendo también la migración proveniente de otros países, en particular de los llamados «extracomunitarios»), sino que depende fundamentalmente de la mudanza de la población desde Turín hacia su área metropolitana, que alcanza los 2,2 millones de habitantes (2001), determinando así la expansión de los municipios del primero y segundo cinturón. Estos, en efecto, se hallan actualmente unidos en una única aglomeración humana.
El área metropolitana de Turín tiene una población de alrededor de 911 823 habitantes.
Considerando los datos Istat de 2006, la población de la ciudad es de 900 569 habitantes, evidenciando un leve aumento en relación con los datos de 2001. El saldo positivo se debe, de forma relevante, a la migración desde otras partes de Italia, desde los países del Este Europeo, desde el Magreb y desde los países del África subsahariana. Los ciudadanos de países extracomunitarios (incluyendo los provenientes de Rumanía y Bulgaria) constituyen el 9% de la población. Los principales grupos son: rumanos (23 114), marroquíes (14 134), peruanos (5502), albaneses (4297) y chinos (3533). Se nota un envejecimiento de la población: los jóvenes con menos de 18 años representan el 14,5% de los habitantes de Turín, y los que tienen más de 60 años representan el 30,12%.
Según el censo de 2008, los extranjeros residentes en Turín suponen el 13 % de la población.
- Rumania 47 675
- Marruecos 17 532
- Perú 7041
- Albania 5371
- China 4441
- Egipto 3291
- Moldavia 2951
- Filipinas 2713
- Níger 2645
- Brasil 1804
- Túnez 1604
- Ecuador 1345
- Senegal 1312
- Francia 1171
- España 656
- Ucrania 637
- Bangladés 592

## Museos y monumentos

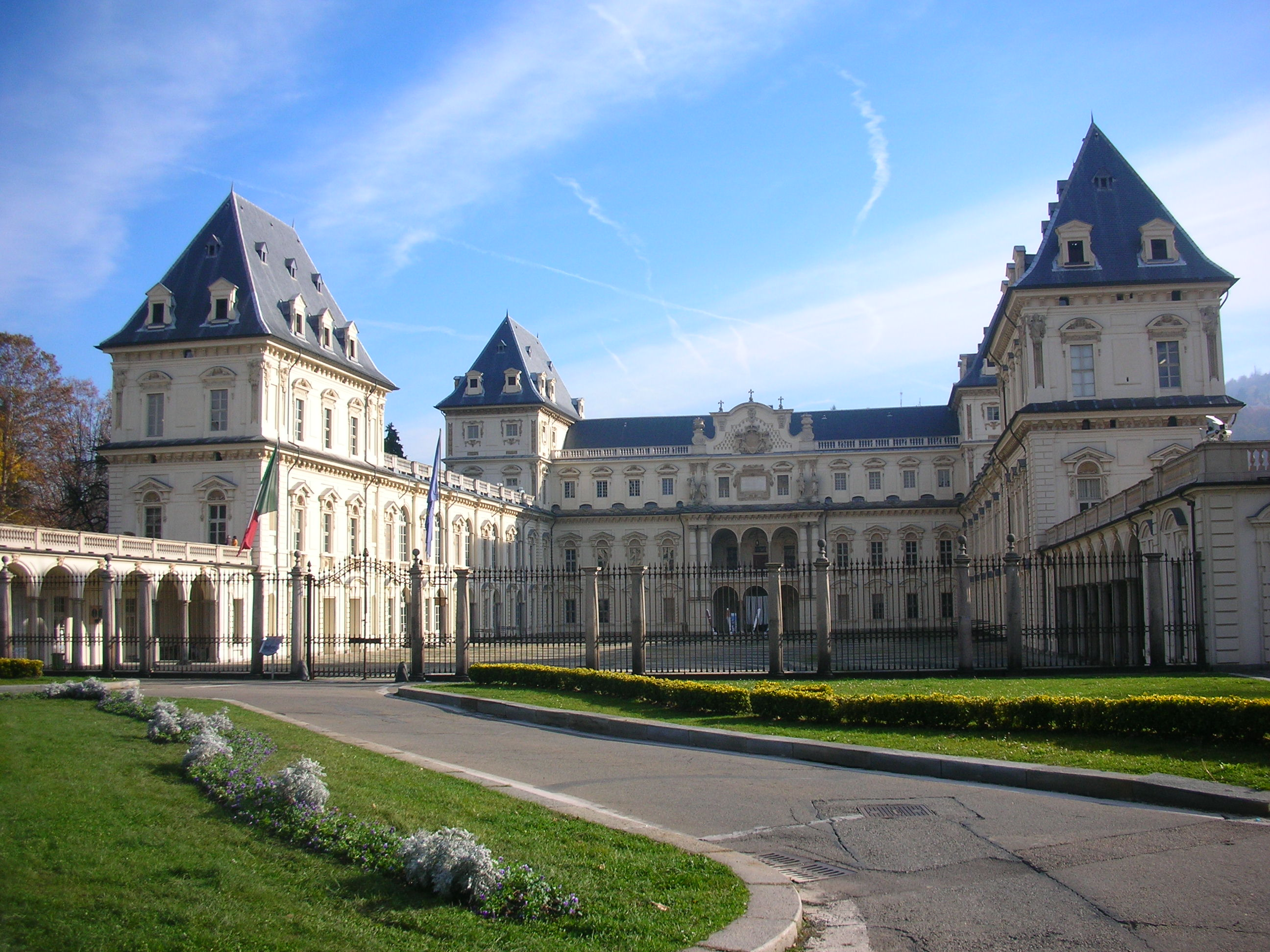
Castillo del Valentino, antigua residencia sabauda y actual sede de la facultad de Arquitectura del Politécnico de Turín

Entre los monumentos de la ciudad se destacan la Mole Antonelliana y la Catedral de San Juan Bautista del XV, que aloja la Sábana Santa. La ciudad de Turín y sus alrededores son embellecidos por las Residencias Sabaudas, Patrimonio Mundial de la Humanidad de la Unesco. El Museo Egipcio de Turín aloja una de las colecciones egipcias más importantes del mundo.

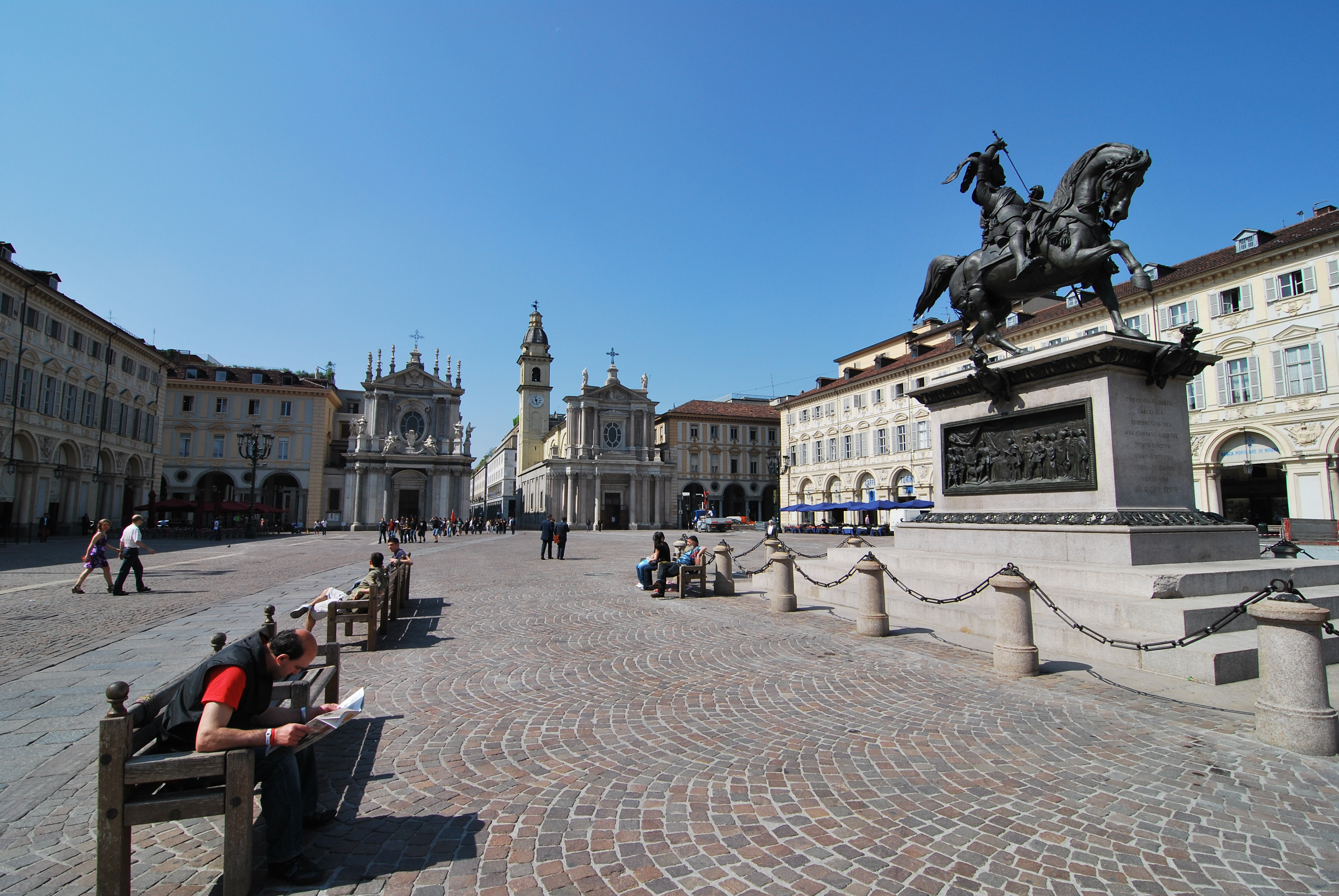
Plaza San Carlo.

- Palacio Real — Construido en el siglo XVII, fue morada de la casa de Saboya hasta Víctor Manuel II. Aquí se halla la Armería Real, importantísima colección de armas blancas y de fuego, de armaduras y de objetos guerreros. Junto a él se encuentra la Iglesia de San Lorenzo, considerada capilla real de los Saboya.
- Palacio Madama — Construido en el siglo XIII en el lugar de una antigua puerta romana. Su majestuosa fachada fue proyectada por Felipe Juvara en 1718.
- Catedral de Turín — Construida a finales del siglo XV, el arquitecto fue probablemente el toscano Meo del Caprino. Desde el presbiterio se accede a la célebre Capilla de la Sábana Santa, obra de Guarino Guarini, con su espléndida cúpula. En ella se conserva la Sábana Santa con la que se cree fue cubierto el cuerpo de Cristo después del descendimiento de la Cruz.
- Puerta Palatina — Es la puerta romana de la antigua ciudad de Iulia Augusta Taurinorum. Forma parte del Parque Arqueológico de Turín junto al Teatro romano.
- Museo Egipcio — Es una de las colecciones más importantes del mundo de antigüedades egipcias y tiene su origen en una pequeña colección sabauda existente ya en el siglo XVIII.
- Galleria Sabauda — La colección se abrió al público en el siglo XIX durante el reinado de Carlos Alberto. Alberga varias obras maestras de fama internacional, de autores como Jan van Eyck, Fra Angelico, Andrea Mantegna, Rembrandt y Rubens.
- Palacio Carignano — Comenzado por Guarini en 1679, fue la primera sede del Parlamento italiano (1860-1865); hoy acoge el Museo del Resurgimiento.
- Mole Antonelliana — Es el símbolo de la ciudad, a la que caracteriza con sus 167 metros de altura. Fue comenzada como templo israelita en 1863 por Alejandro Antonelli.
- Santuario de la Consolata — Dedicado a la Virgen María, invocada con el título de "Consolatrice" (Nuestra Señora de la Consolación, patrona de la ciudad de Turín), es considerado el santuario mariano más importante de la ciudad y de la Arquidiócesis de Turín, así como una verdadera obra maestra del barroco piamontés. El templo tiene la dignidad de Basílica menor.
- Parco del Valentino — Se extiende grandioso a lo largo de las orillas del Po. En él surgen el castillo del Valentino de noble aspecto barroco, actualmente sede la facultad de Arquitectura, el Burgo Medieval y el moderno Palacio de Exposiciones.
- Stupinigi — El Palacete de Caza de Stupinigi es una obra maestra del arquitecto Felipe Juvara, que lo proyectó para Víctor Amadeo II de Saboya en 1730.
- Basílica de Superga — Surge sobre la colina homónima, es una de las obras más bellas de Filippo Juvara. La construcción de la iglesia tuvo lugar entre 1717 y 1731. Su interior es severo y elegante; en los subterráneos se hallan las tumbas de los reyes y príncipes de la casa de Saboya.
- Basílica de María Auxiliadora — Construida por san Juan Bosco. Se conservan los restos del fundador de los salesianos, y de la madre María Mazzarello, cofundadora con Don Bosco del Instituto de las Hijas de María Auxiliadora.

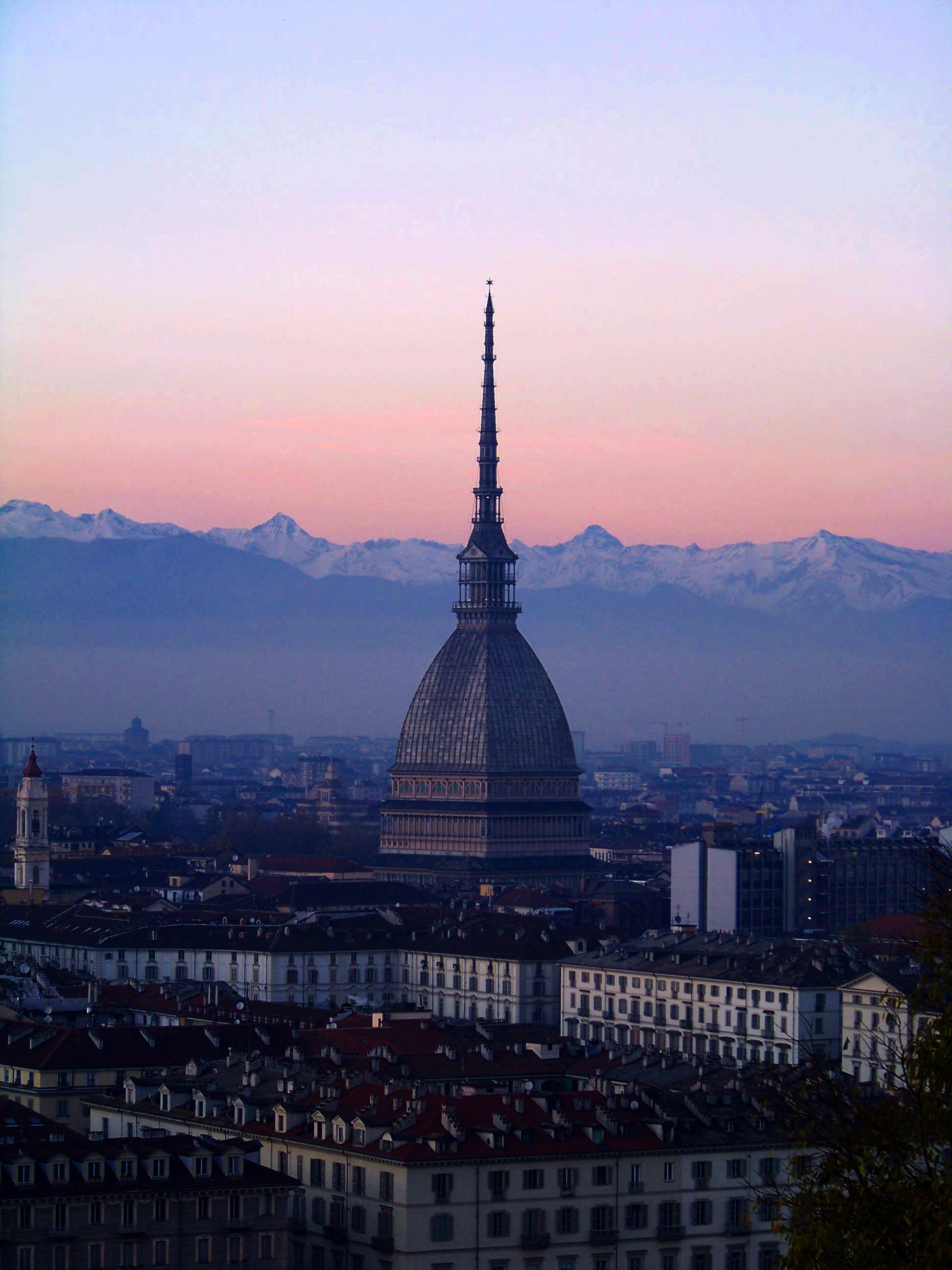
Mole Antonelliana
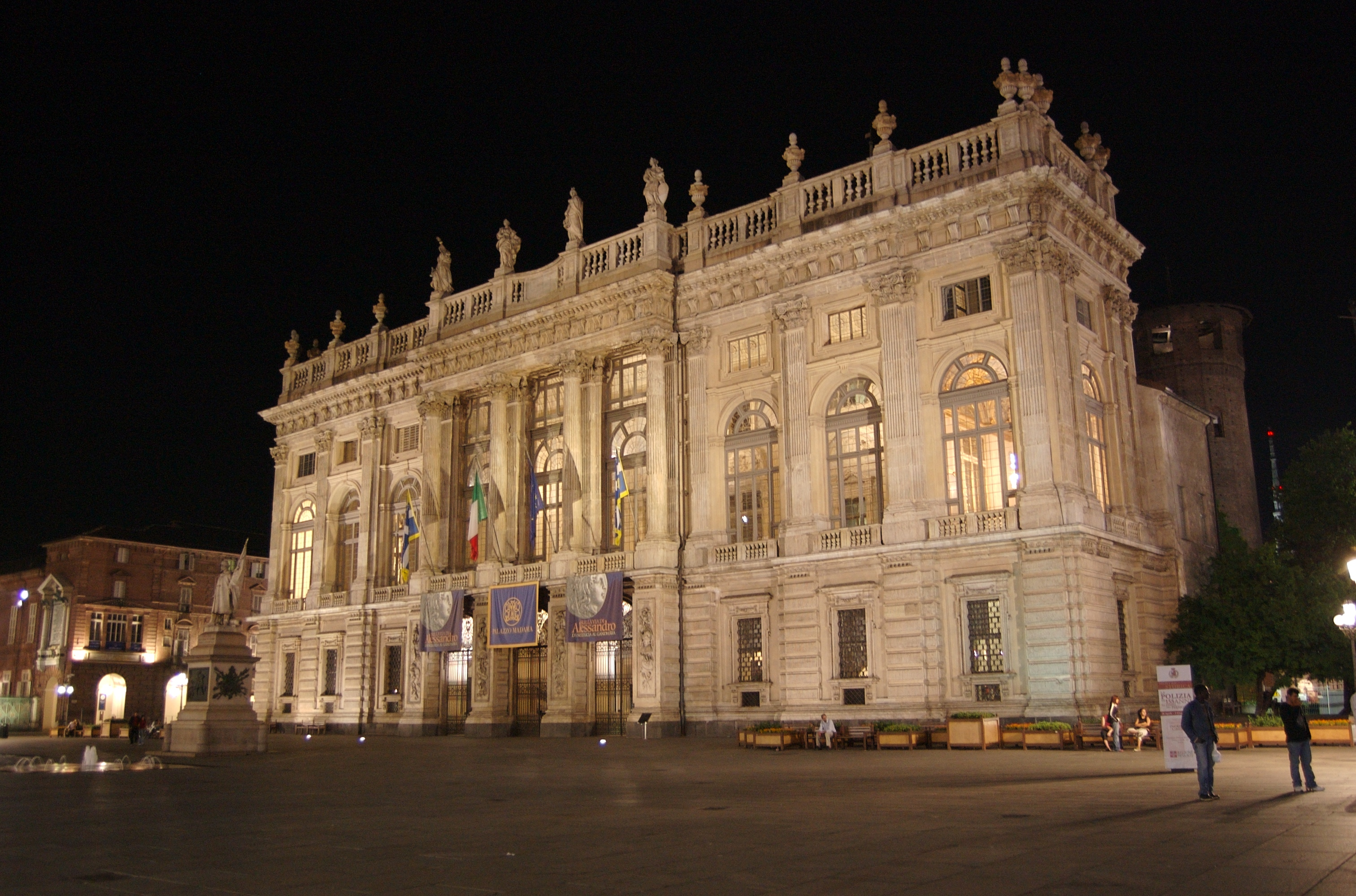
Palacio Madama
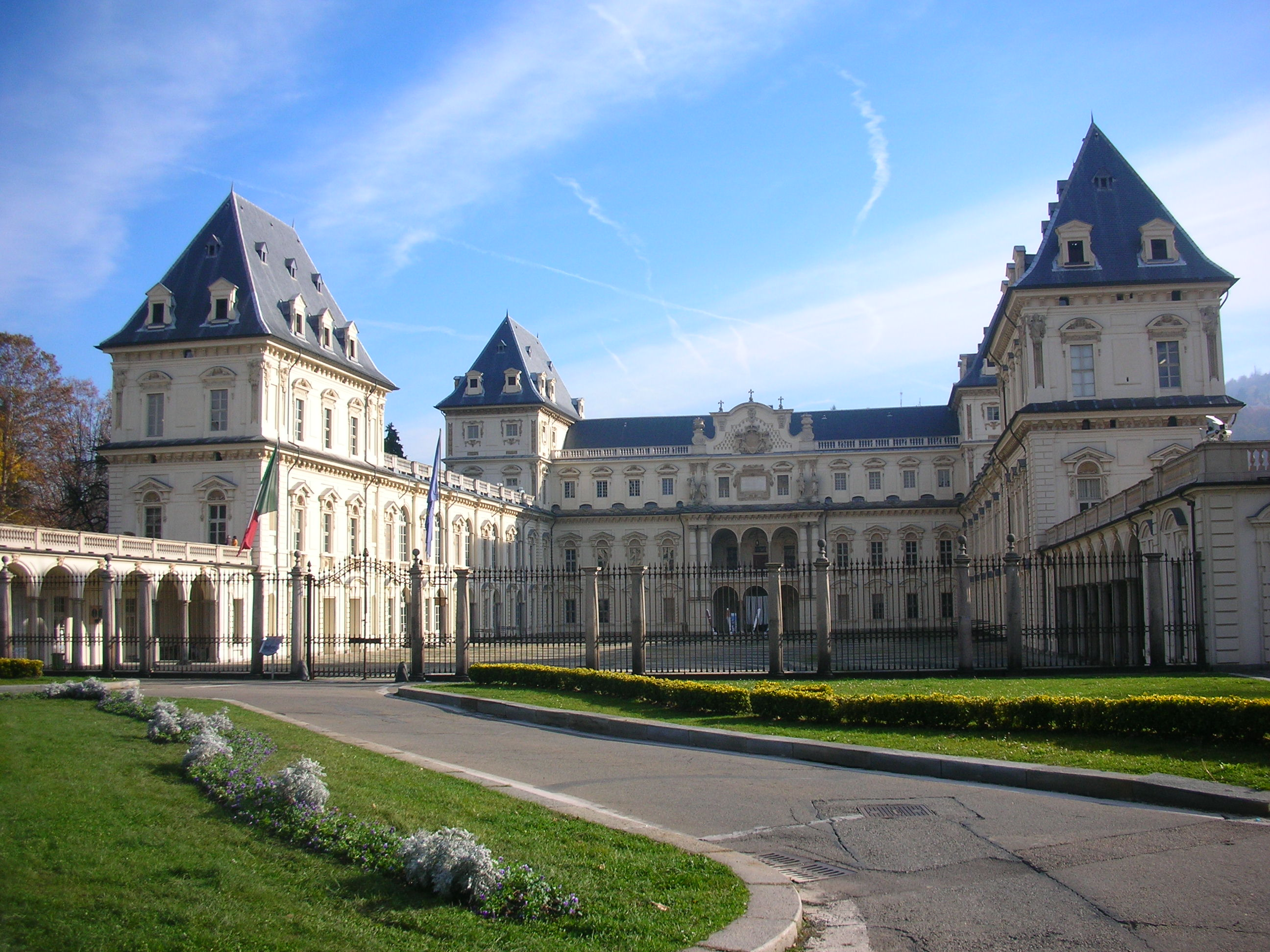
Castillo del Valentino
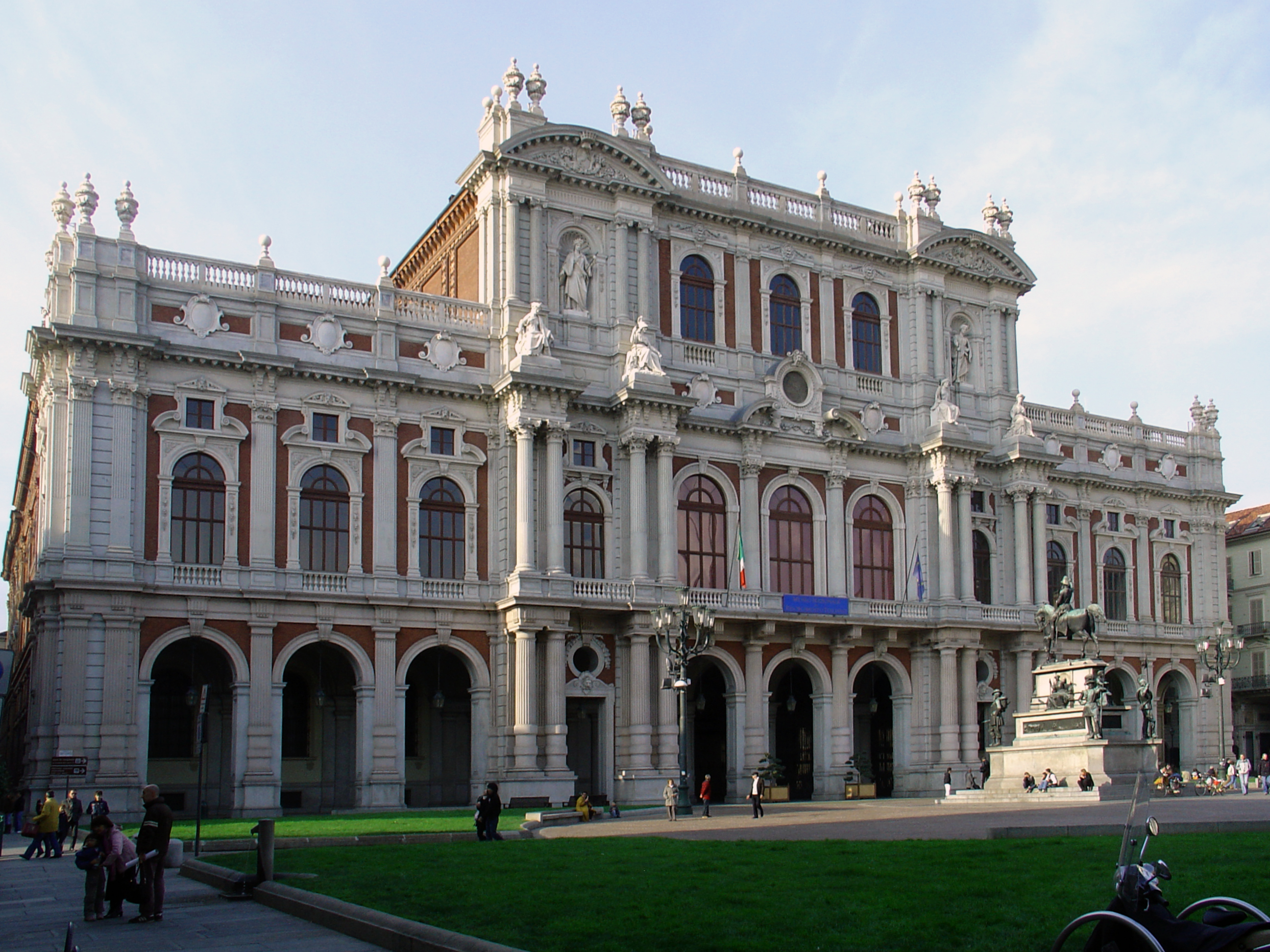
Palacio Carignano
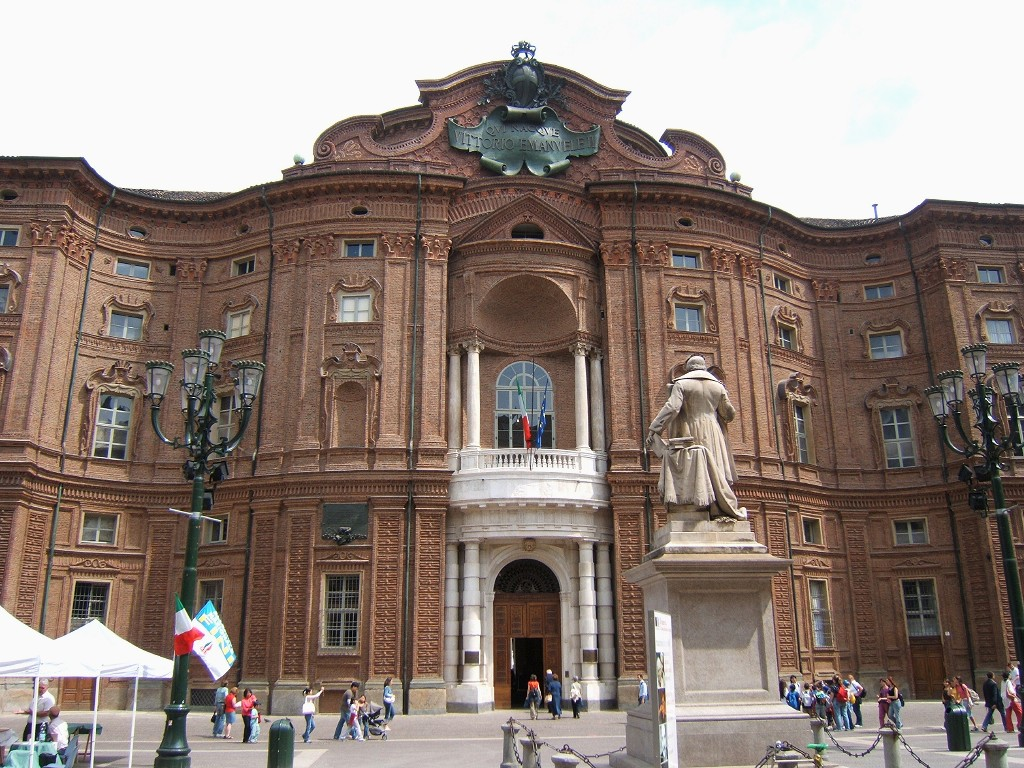
Museo Nacional del Risorgimento
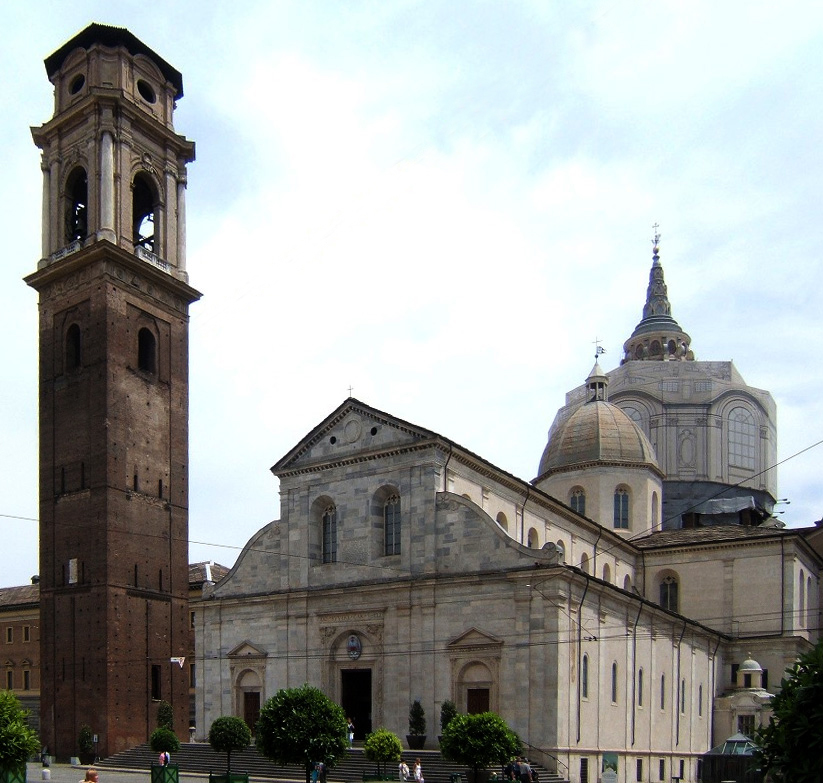
Catedral de Turín
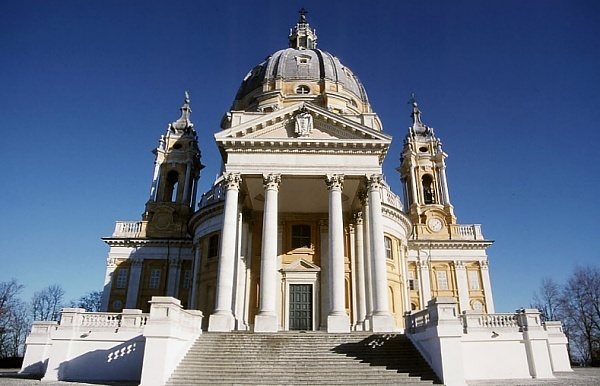
Basílica de Superga
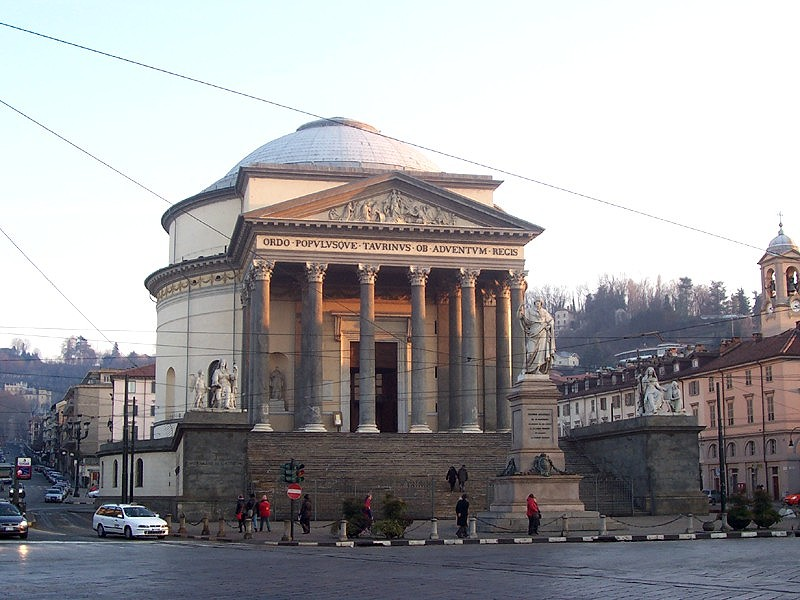
Chiesa della Gran Madre di Dio
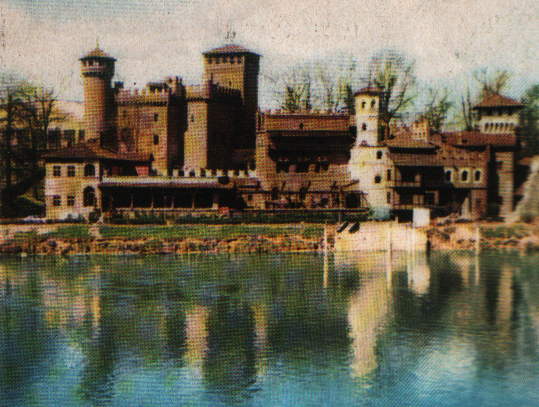
Museo del Burgo Medieval
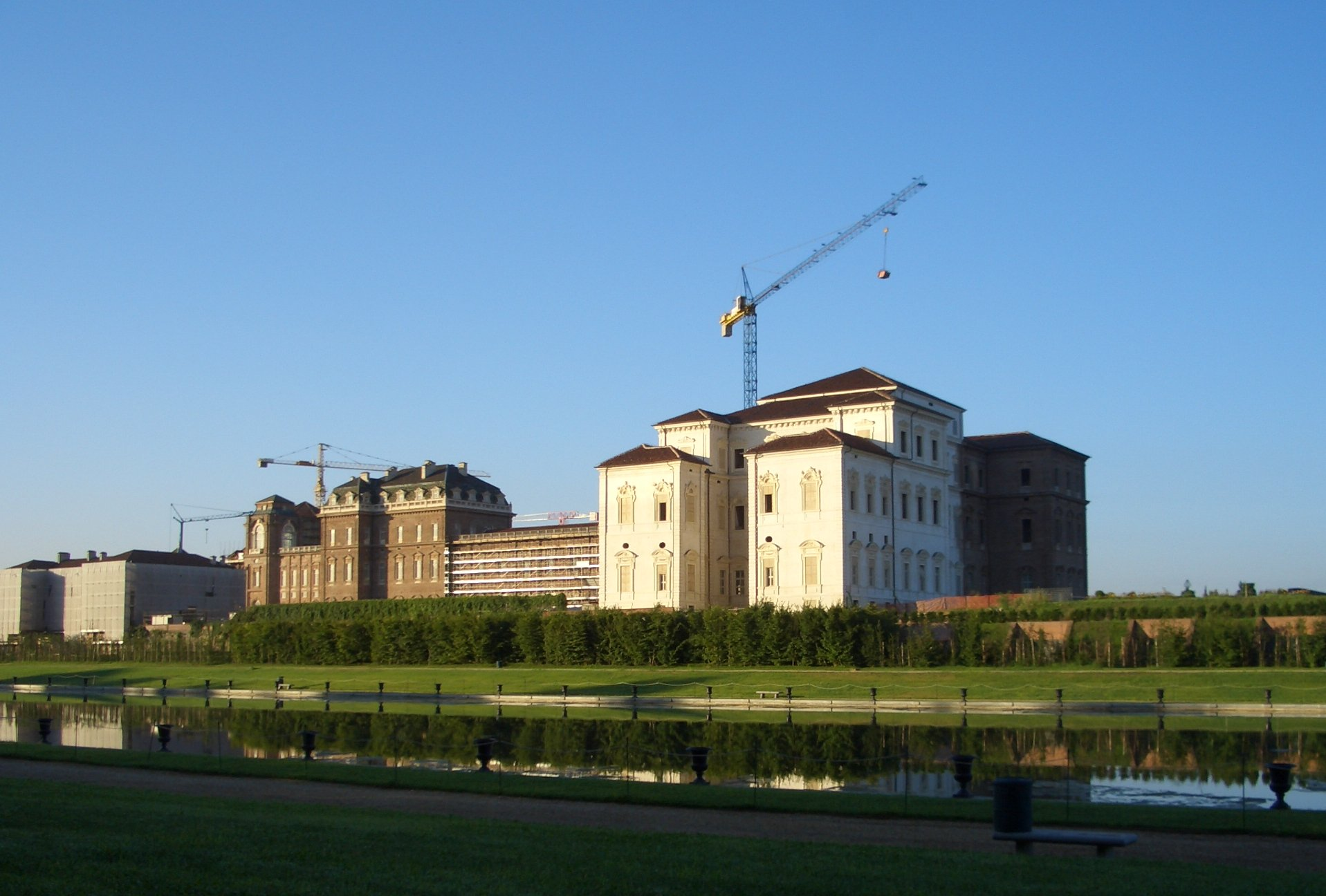
Castillo de Venaria
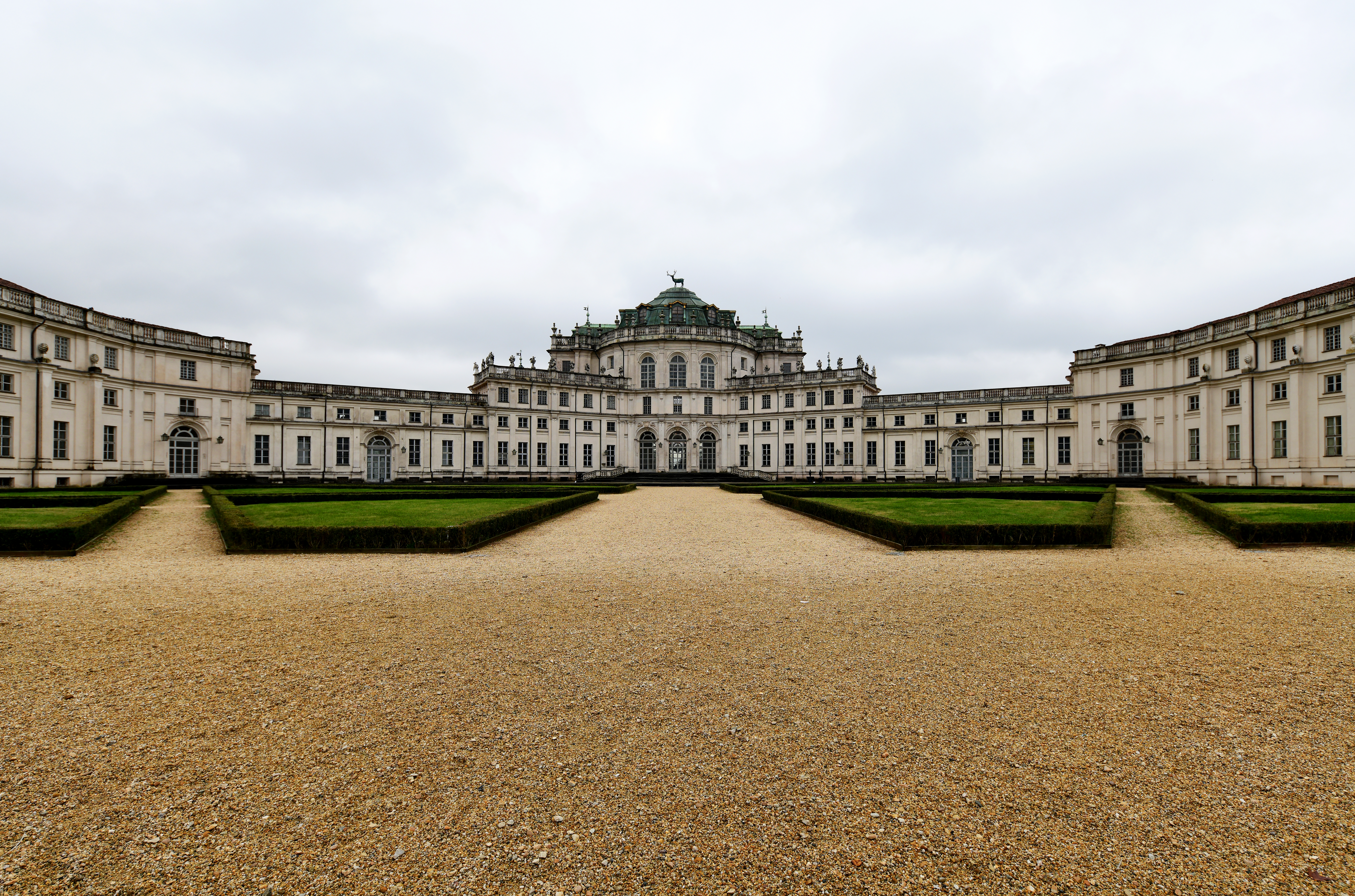
Palazzina di caccia de Stupinigi
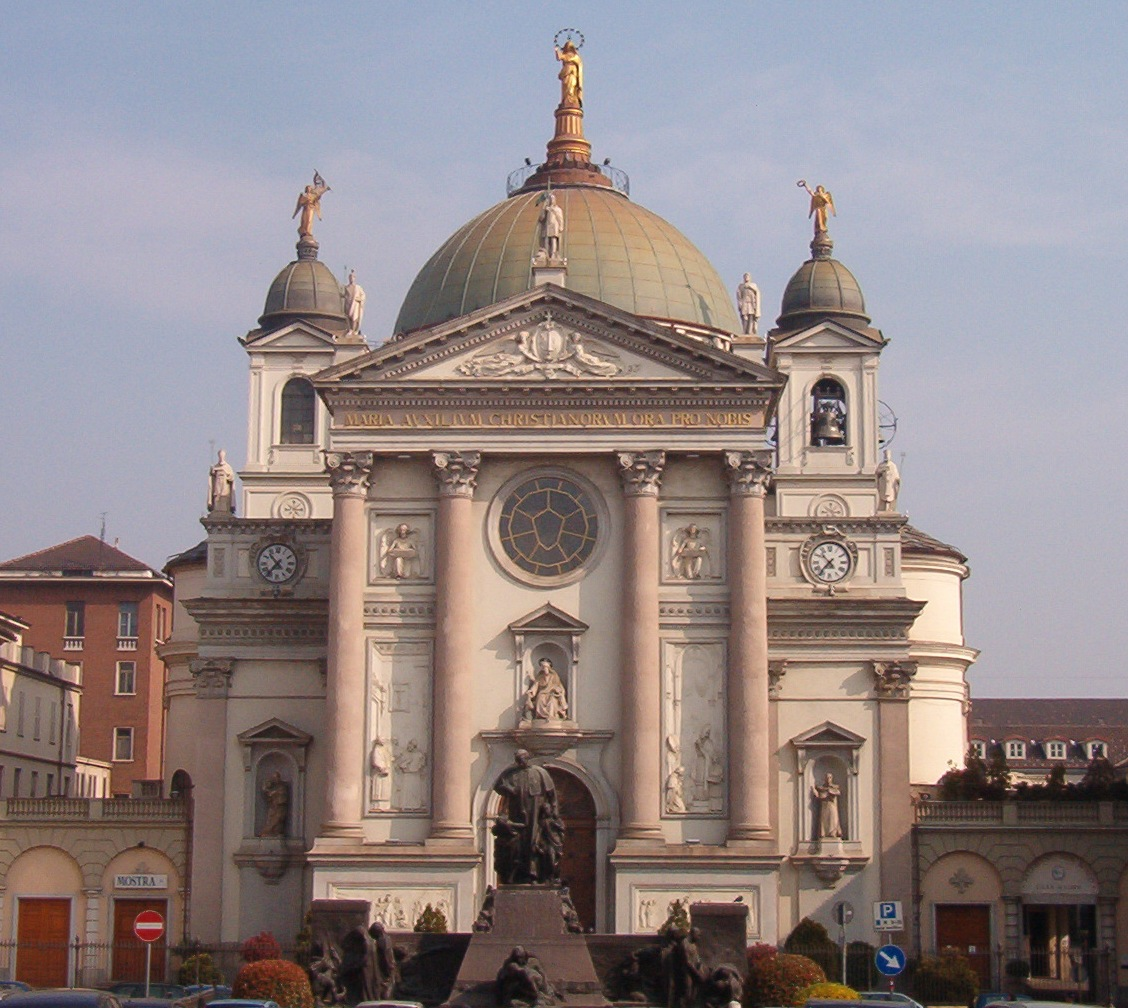
Basílica de María Auxiliadora

## Deportes
| Equipo               | Deporte | Competición | Estadio              | Creación |
| -------------------- | ------- | ----------- | -------------------- | -------- |
| Juventus de Turín    | Fútbol  | Serie A     | Juventus Stadium     | 1897     |
| Torino Football Club | Fútbol  | Serie A     | Stadio Grande Torino | 1906     |

En febrero de 2006 tuvo lugar en Turín la 20.ª edición de los Juegos Olímpicos de Invierno. Estos juegos han sido una gran ocasión para el desarrollo urbanístico de toda la provincia y han dado enorme visibilidad internacional tanto a la ciudad como a los valles en donde han tenido lugar las pruebas más importantes. Las competiciones, en efecto, se han realizado en parte en Turín y en parte en algunas municipalidades de los valles y montañas circundantes entre el 10 y el 26 de febrero de 2006. La Villa olímpica, ubicada en el área antigua de Turín, ha hospedado a más de 2600 personas entre atletas, técnicos y delegaciones oficiales. Las entregas de premios han tenido lugar en la Piazza Castello, que para la ocasión fue rebautizada como «La plaza de las medallas».

## Economía

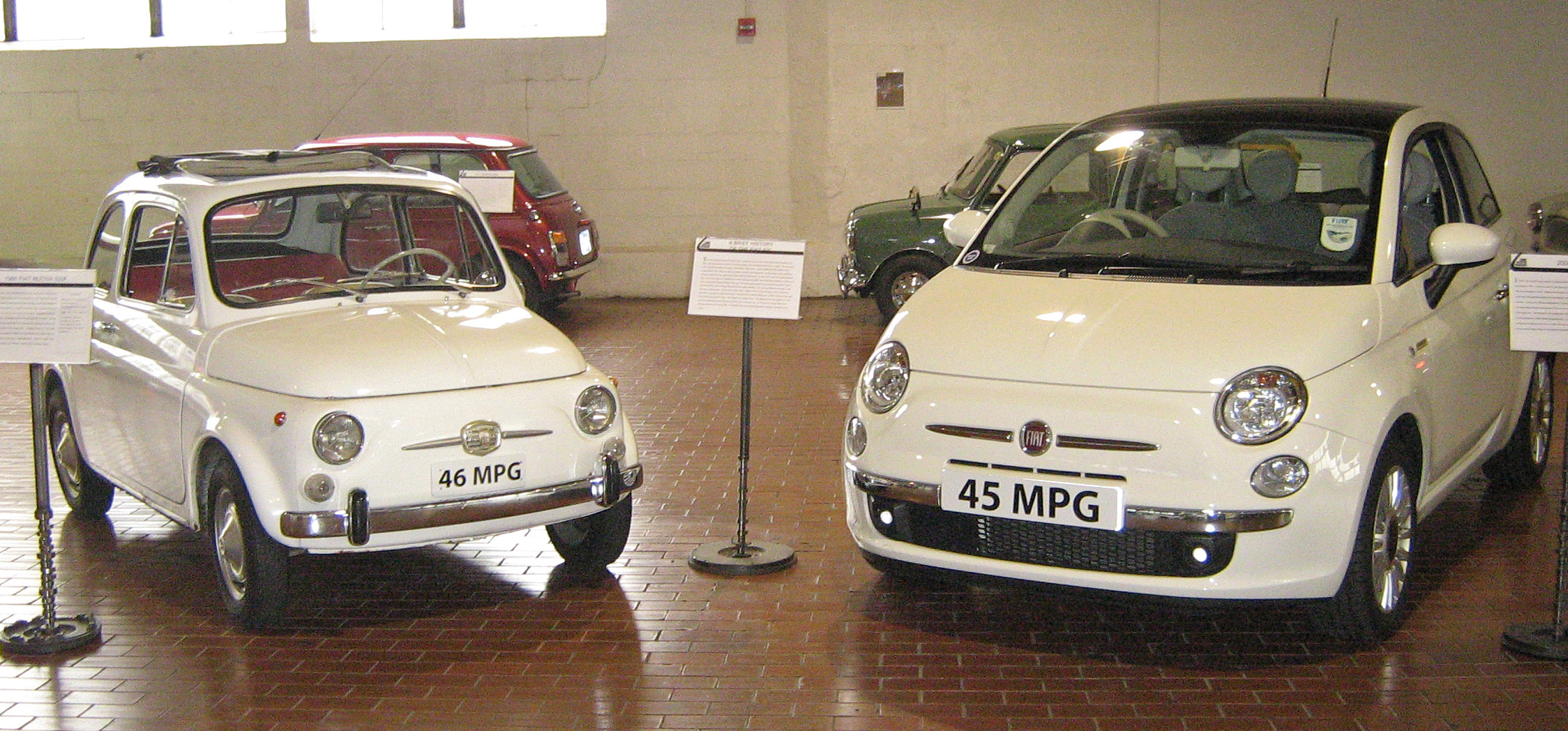
FIAT 500 modelo 1957 y 2007

Entre las empresas transnacionales con sede en Turín se encuentran FIAT, Lavazza y Martini & Rossi. Turín es conocida por la producción metalmecánica debida a la FIAT (fundada en 1899) y por la producción de una chocolatina de cacao y avellana denominada gianduiotto. Además de FIAT, ha visto nacer la compañía telefónica SIP, después convertida en Telecom Italia, Seat Pagine Gialle, EIAR que después se convertiría en la RAI, Lavazza, Martini, Lancia y bancos como el Intesa Sanpaolo. Fue la primera patria del cine italiano y desde hace algún tiempo es apreciada como localización para la producción de películas.

## Educación
|  | Universidad          | Fundación | Acrónimo | Tipo                |
|  | -------------------- | --------- | -------- | ------------------- |
|  | Universidad de Turín | 1404      | UNITO    | Universidad pública |
|  | Politécnico de Turín | 1859      | POLITO   | Universidad pública |

## Transportes
|  | Aeropuerto                  | Código IATA | Código OACI |
|  | --------------------------- | ----------- | ----------- |
|  | Aeropuerto de Turín-Caselle | TRN         | LIMF        |

### Conexiones viales
Turín es un importante nodo en el que convergen cinco conexiones viales principales:
- A4 Turín–Milán–Trieste
- A5 Turín–Ivrea–Aosta–Courmayeur
- A6 Turín–Savona
- A21 Turín–Piacenza–Brescia
- A32 Turín–Bardonecchia–Túnel del Frejus

### Conexiones ferroviarias

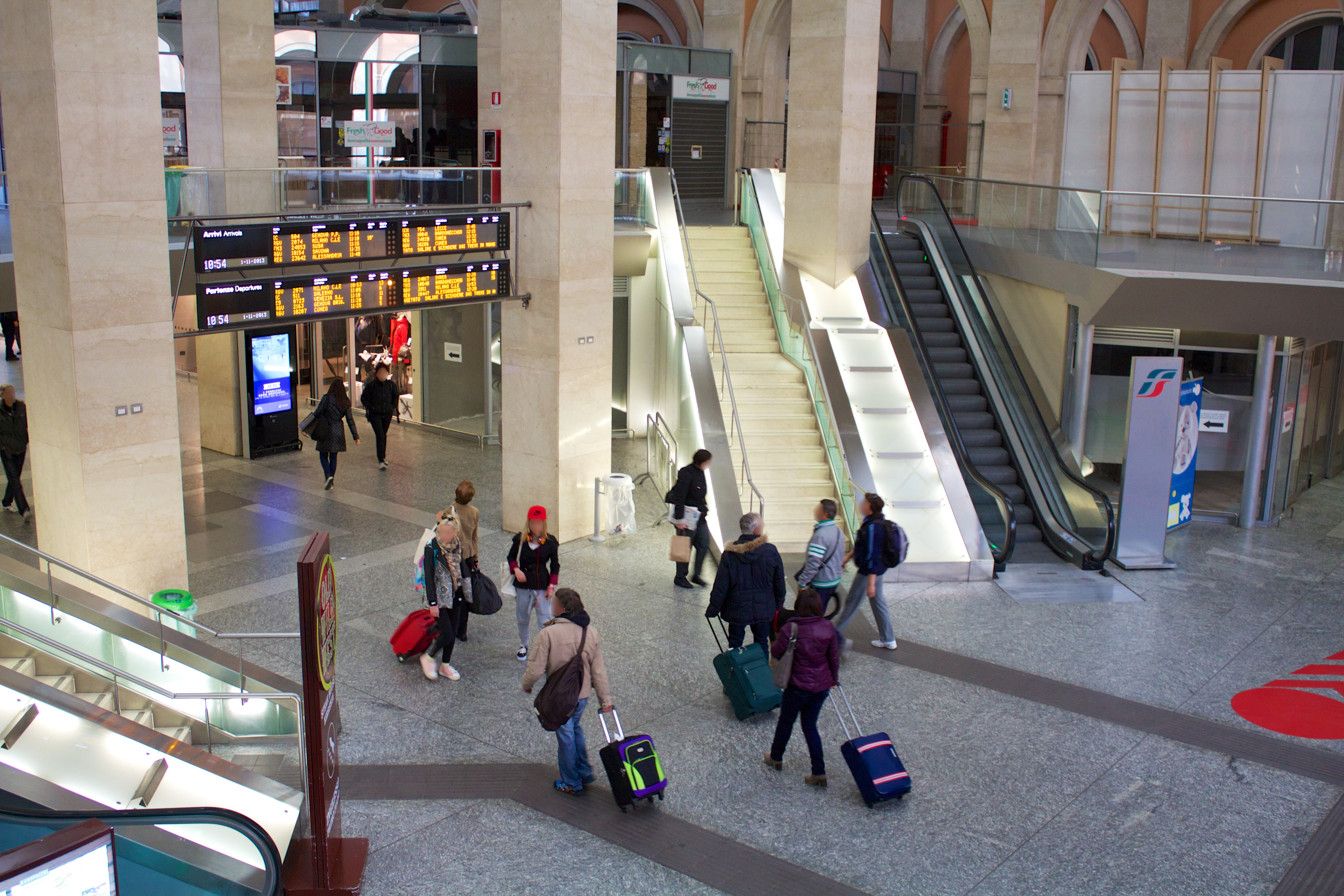
Viajeros en la estación de Porta Nuova

Turín es un importante nodo ferroviario con las siguientes estaciones principales:
- Porta Nuova (estación principal, la más importante estación local y la tercera nacional por número de pasajeros)
- Porta Susa y Lingotto (importantes estaciones para viajeros de paso)
- Orbassano (Estación principal de mercancías)

Las líneas principales que salen de Turín, van hacia Génova (vía Asti y Alessandria), hacia Milán (vía Novara y Vercelli) y hacia Francia (vía Modane y el Túnel del Fréjus). Hay líneas menores hacia Aosta, Cuneo, Savona, Pinerolo, Chieri, Lanzo Torinese y Rivarolo Canavese.
Otras estaciones son Turín-Dora y Turín-Stura.

### Transportes urbanos

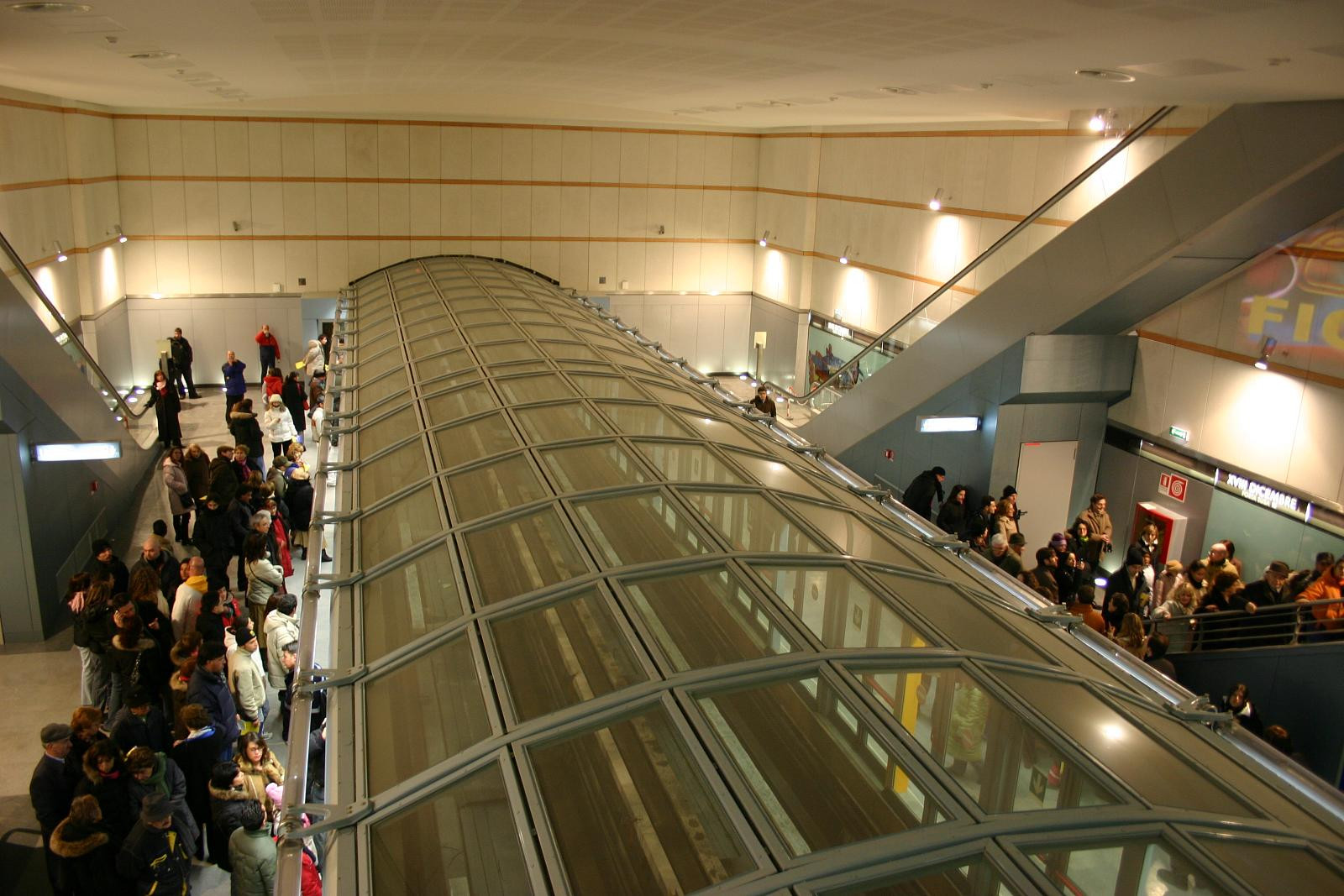
Estación XVIII Diciembre del metro de Turín

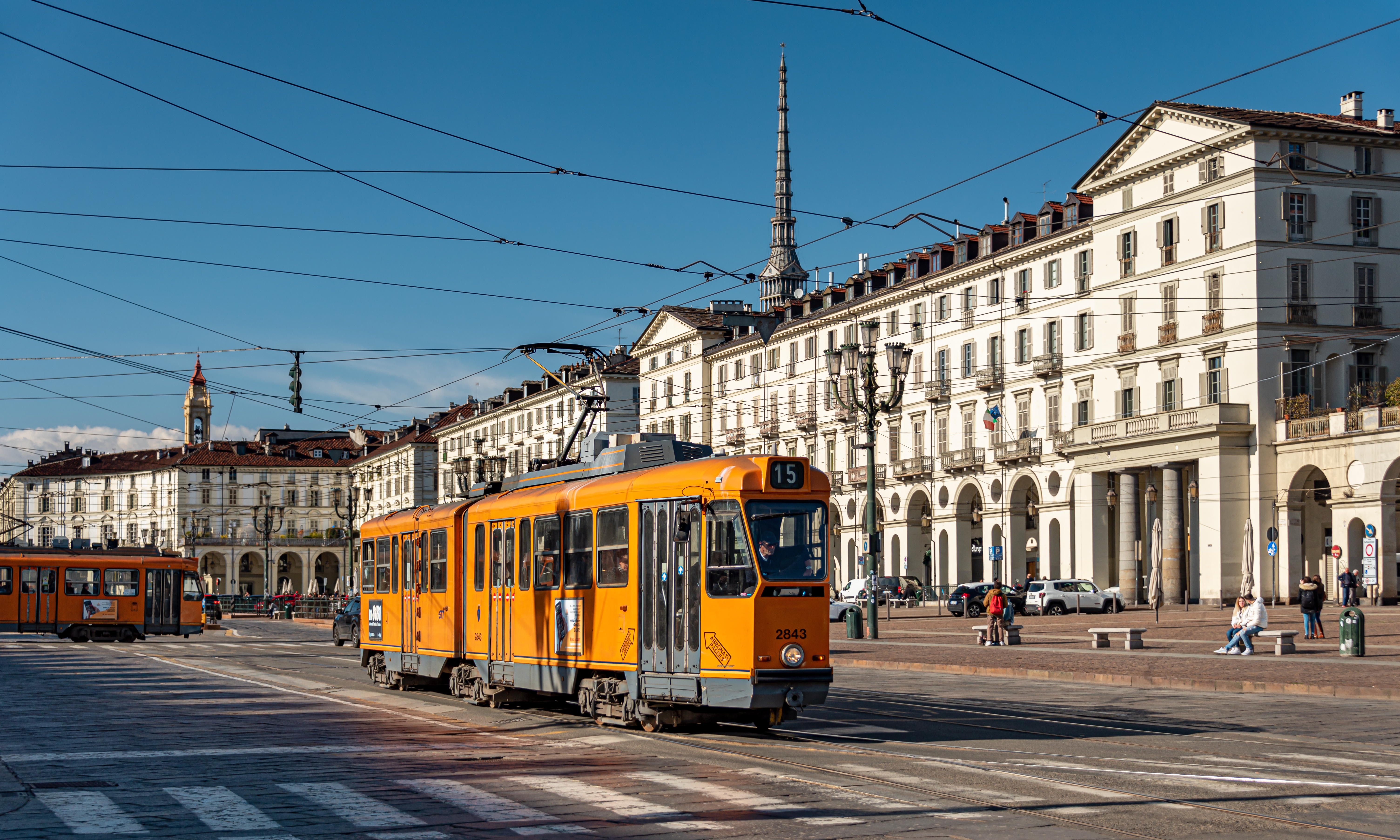
Tranvía en la Piazza Vittorio Veneto

Las líneas de transportes urbanas están constituidas por tranvías y autobuses. El 4 de febrero de 2006 se inauguró la línea 1 del metro de la ciudad, que está basada en el sistema VAL. De este modo, Turín se convierte en la primera ciudad de Italia en implantar este sistema innovador, ya en uso en algunas ciudades francesas (Lille, Toulouse y Rennes). Se trata de un ferrocarril metropolitano constituido por vehículos ligeros totalmente automatizados que no requieren conductor.

### Estadísticas de transporte público
De acuerdo con el reporte realizado por Moovit en julio de 2017, el promedio de tiempo que las personas pasan en transporte público en Turín, por ejemplo desde y hacia el trabajo, en un día de la semana es de 65 min, mientras que el 14 % de las personas pasan más de 2 horas todos los días. El promedio de tiempo que las personas esperan en una parada o estación es de 14 min, mientras que el 19 % de las personas esperan más de 20 minutos cada día. La distancia promedio que la gente suele recorrer en un solo viaje es de 5.9 km, mientras que el 9 % viaja por más de 12 km en una sola dirección.

## Ciudades hermanadas
Turín está hermanada con las siguientes ciudades:
- Bogotá (Colombia)
- Campo Grande (Brasil)
- Chambéry (Francia)
- Colonia (Alemania)
- Córdoba (Argentina)
- Detroit (Estados Unidos)
- Esch-sur-Alzette (Luxemburgo)
- Gaza (Palestina)
- Glasgow (Reino Unido)
- Haifa (Israel)
- Lieja (Bélgica)
- Lille (Francia)
- Nagoya (Japón)
- Quetzaltenango (Guatemala)
- Rosario (Argentina)
- Róterdam (Países Bajos)
- Shenyang (China)
- Volgogrado (Rusia)
- Huancayo (Perú)